# Marilyn Lovell

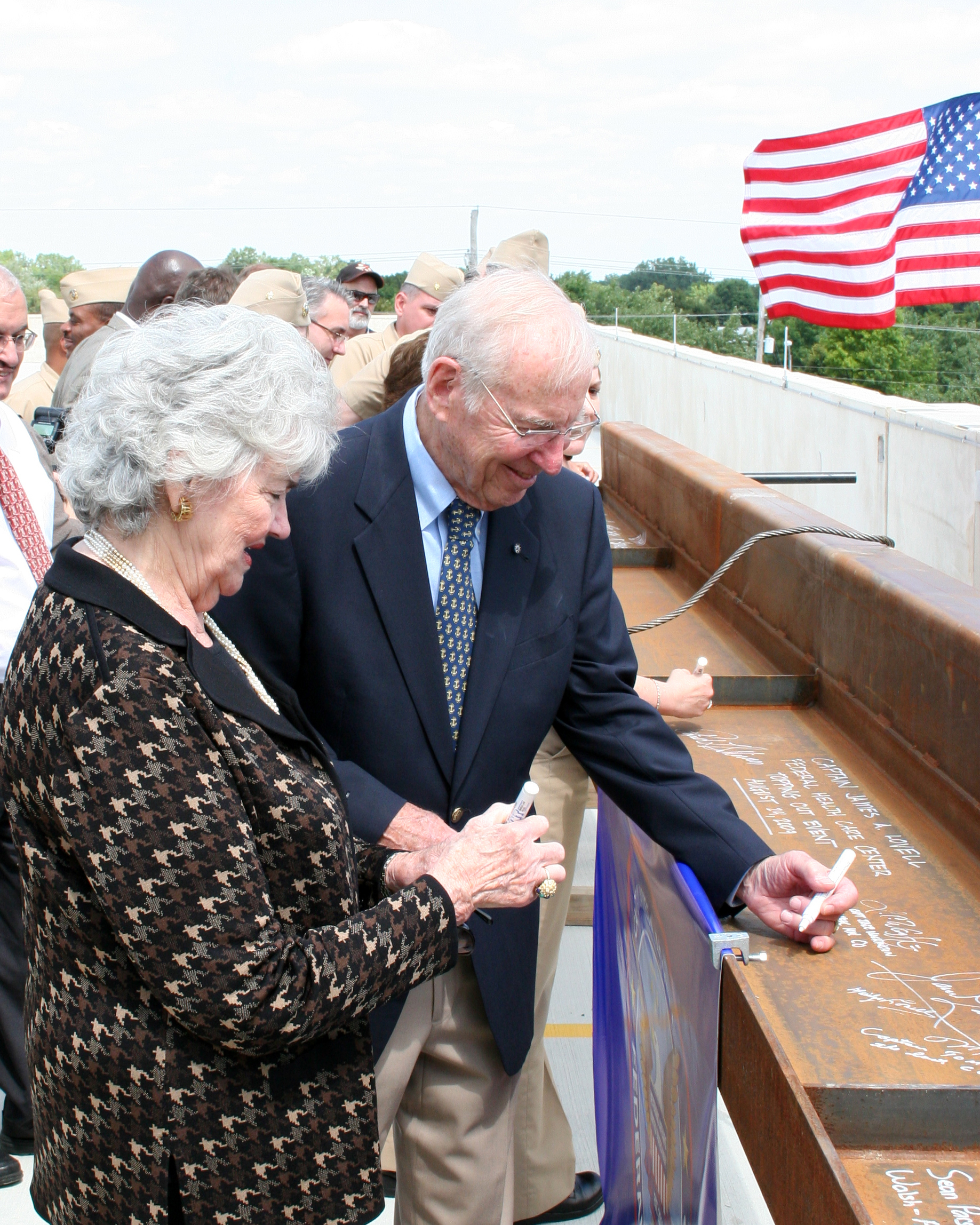
Jim und Marilyn signieren den Firstbalken des Captain James A. Lovell Federal Health Care Center in North Chicago im Jahr 2009

Marilyn Lovell, geborene Marilyn Lillie Gerlach (* 11. Juli 1930 in Milwaukee, Wisconsin; † 27. August 2023 in Lake Forest, Illinois), war die Ehefrau des US-amerikanischen Astronauten Jim Lovell. Sie wurde der weltweiten Öffentlichkeit während dessen missglückter Mission Apollo 13 (1970) bekannt.
Ihr Vater Carl Gerlach hatte in Milwaukee einen Süßwarenladen. Sie besuchte die Juneau High School in ihrer Heimatstadt und lernte schon damals Jim Lovell kennen, der in der Schulkantine jobbte. Als Jim nach Maryland zog, um die Marinehochschule zu besuchen, schrieb sie sich in seiner Nähe in der George Washington University (Washington D.C.) ein. Das Paar heiratete 1952. 1962 zogen sie nach Houston, wo Jim Testpilot der Navy und dann einer der ersten amerikanischen Astronauten wurde. 1968 nahm er an der Apollo 8-Mission zum Mond teil und taufte dabei den Mondberg Secci Theta nach seiner Frau Mount Marilyn; die ursprünglich inoffizielle Benennung wurde 2017 von der IAU übernommen.

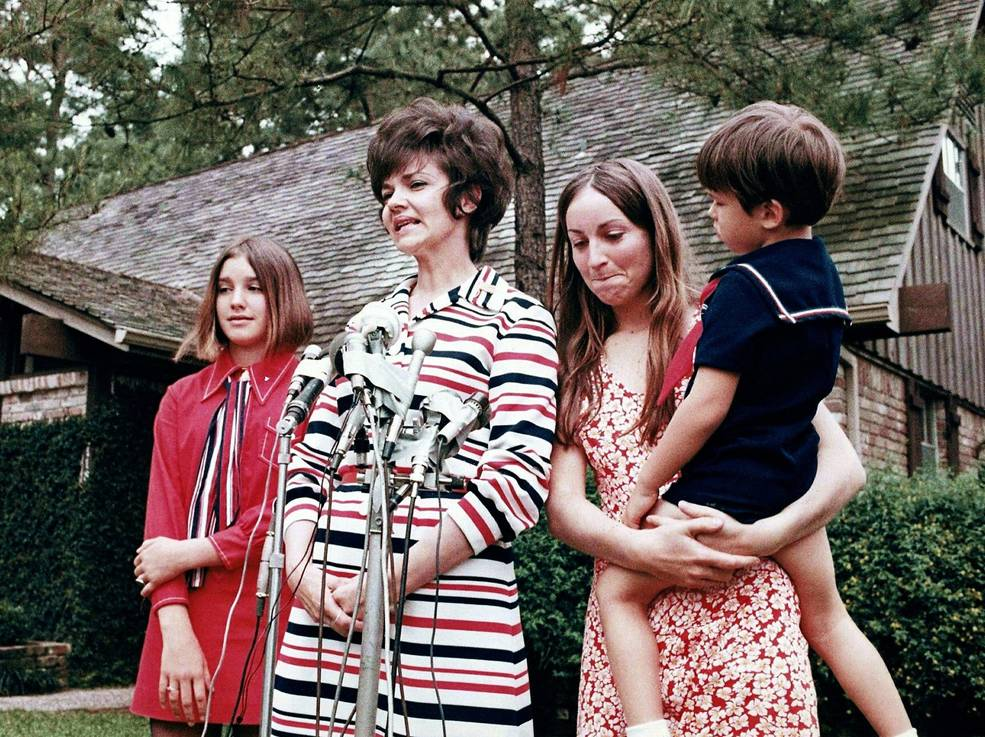
Marilyn mit ihren Kindern Susan, Barbara, und Jeffrey, nach der geglückten Landung des Raumschiffs

Während des Flugs von Apollo 13 versammelten sich täglich Reporter und Fernsehteams vor dem Haus der Lovells für Berichte und Interviews. Die Astronauten Neil Armstrong und Buzz Aldrin saßen während der letzten dramatischen Stunden im Haus mit Marilyn und ihrer Familie vor dem Fernseher. US-Präsident Richard Nixon rief sie persönlich an („Everything is being done to bring Jim home“), und nach der Rettung ein zweites Mal. Marilyn flog in der Präsidentenmaschine mit nach Hawaii, um die Astronauten zu begleiten. In dem nach diesen Ereignissen gestalteten Kinofilm Apollo 13 (1995) wird ihre Rolle von Kathleen Quinlan verkörpert.
Später arbeitete Jim Lovell im Telekommunikationsbereich. Die Familie zog nach Lake Forest (Illinois), wo Marilyn 2023 im Alter von 93 Jahren verstarb. Sie waren 71 Jahre verheiratet gewesen. Marilyn Lovell hinterließ ihren Mann, zwei Söhne und zwei Töchter, elf Enkel und sieben Urenkel.